# Aderbal Duarte
Aderbal da Silva Duarte Filho (Boa Nova, 1949) é um maestro, compositor, arranjador, violonista e professor de música brasileiro.
Filho de uma família de músicos do sudoeste da Bahia, começou a sua formação musical na infância, ouvindo, entre outros, Pixinguinha, Ataulfo Alves, Noel Rosa e Luiz Gonzaga. A estes juntaram-se Caymmi, João Gilberto, Tom Jobim e Baden Powell.
Graduado em Composição e Regência pela Escola de Música da Universidade Federal da Bahia (UFBA) em 1980, foi aluno de Ernst Widmer e Walter Smetak.
É pesquisador de MPB contemporânea, em particular da obra de João Gilberto e Baden Powell.
Em 2003, obteve o Prêmio Braskem Cultura e Arte, na categoria Instrumentista Solo.
É também professor universitário e autor de livros didáticos de Pedagogia Musical, Teoria Musical e Execução Instrumental, editados no Brasil e na Europa. Em 2005, apresentou um concerto em Mafra, Portugal. Em 2007, em turnê na Alemanha, apresentou-se em Nuremberg.

## Discografia
- Sexteto do Beco (1980)
- Toque com bossa (2004)

## Livros publicados
- Percepção Musical - método de sofejo baseado na MPB. Salvador: Boanova, 1996.

Happy Byrday Bossa Nova - editora Boossey&Hankes. Alemanha - Berlim